# Carol Robinson
Pour les articles homonymes, voir Robinson.
Carol Robinson est une compositrice et clarinettiste franco-américaine née en 1956.

## Biographie
Carol Robinson naît le 12 juin 1956 à Langley dans l'état de Virginie aux États-Unis,.
Elle commence l'apprentissage de la musique par la clarinette, qu'elle étudie au Conservatoire d'Oberlin de l'Ohio, dont elle sort diplômée. À compter de 1979, elle s'installe à Paris, grâce à une bourse H.H. Woolley, et se perfectionne auprès de Michel Portal et Maurice Gabai. 
Passionnée de musique contemporaine, elle s'épanouit musicalement dans la ville lumière et sa carrière se développe dès lors en France. Carol Robinson écrit ses premières compositions et reçoit des commandes. Ainsi, Lila est créé en 1989 sur la scène du théâtre de la Bastille à Paris, et Foule étroite est donné en 1993 à Saint-Étienne lors du festival Musiques en scène. 
Esthétiquement, ses partitions, attentives à la perception de chaque son et se colorant de minimalisme contemplatif, s'inscrivent dans la lignée des œuvres de Morton Feldman, Giacinto Scelsi ou Luigi Nono. À l'instar de plusieurs autres compositeurs de sa génération, elle « investit avec passion les champs de la transdisciplinarité, écrivant plusieurs spectacles mélangeant danse, design sonore et récitation de textes ». 
En 2007, avec sa pièce Butterfly Dances pour orchestre, elle compose la musique d'un film muet, compilation de scènes de danses serpentines du début du XXe siècle. 
En 2009, Carol Robinson publie comme interprète et compositrice un CD d’œuvres pour clarinettes et électronique, Billows, « une ode à la lenteur, une apologie de la variation subtile en douze courtes pièces ». 
En 2016, entre performance, spectacle musical, design sonore et chorégraphie, elle contribue avec Serge Teyssot-Gay, Christophe Hauser et Laure Saint-Hillier à la création collective Flying Carpet. Quant à son cycle Weather Pieces, il interroge « le rapport entre notre perception des phénomènes météorologiques et leur souvenir, ouvrant ainsi la sensibilité de l'auditeur à la recherche de sentiments enfouis ».

## Œuvres
Le catalogue de Carol Robinson comprend une centaine de partitions. 
Parmi ses compositions, figurent notamment : 
- The Weather Pieces :
- Blanc de neige - saxophone, guitare électrique, contrebasse et électronique - commande de l’État, 2023 ;
- Le fond de l’air II - saxophone soprano et dispositif stéréo – commande : Archipel Nocturne, 2023 ;
- Pitter-Patter - percussion et électronique - commande : Compagnie Suo Tempore, 2018 ;
- Black on Green - contrebasse et dispositif tri-phonique – commande : GMEM, CNCM à Marseille, 2015[2] ;
- Nacarat - guitare électrique et dispositif quadriphonique – Césaré, La muse en circuit, 2015[10] ;
- Les si doux redoux - cor de basset et dispositif stéréo mobile, 2015 ;
- Le fond de l’air - flûte et dispositif stéréo – commande : Clara Novakova, 2013 ;
- Concert, radio, disque :
- OCCAM DELTA XXIII (Radigue / Robinson) saxophone baryton, trombone, percussions - commande : London Contemporary Music Festival / Wigmore Hall, 2025 ;
- L’illusion des étangs II – 2 flûtes, clar., 2 violoncelles, violon, contrebasse et glockenspiel – commande Ensemble POTE, 2024 ;
- Occam Océan Cinquanta (Radigue / Robinson) - orchestre – commande : Donaueschinger Musiktage, 2023 ;
- Cette ligne - baryton et piano - commande : Independent Music Association Vienne, 2022
- OCCAM HEXA VI – clarinette, saxophone alto, trompette, tuba, percussions – commande : La Fondation Cartier pour l’art contemporain, 2022
- Can you see - 8 voix, mandoline, guitare et harpe - commande de l’État, 2021 ;
- Are you… - trois voix d’hommes et guitare – commande : Ensemble vocal Séquenza 9.3, 2021
- Under the bridge are rapids that bend - alto et harpe – commande : Festival 4020 / Brucknerhaus, 2021 :
- OCCAM HEXA V (Radigue / Robinson) - sax. alto, sax. ténor, guitare électrique, percussions, piano – commande : November Music Festival / Ensemble Klang, 2021 ;
- Forest Gazing - birbyne et quatuor à cordes – commande : Radio France, 2020
- Mr Barbe bleue - opéra de poche - commande de l’État, 2016[2] pour la compagnie les Monts du Reuil ;
- Laima - cor de basset et électronique - commande : Art Zoyd, 2008 ;
- Butterfly dances - orchestre de chambre - commande : Arte, 2007[2] ;
- White Oz - trois mouvements radiophoniques pour clarinettes multipistes et bruits de voiture, commande : Saarländischer Rundfunk, 1998[2] ;
- Pour les chorégraphies:
- MATISSE : JAZZ – clarinette basse, voix et électronique -commande : Fondation Franco Japonaise Sasakawa, 2022 ;
- Dogu – clarinette Mib et électronique – commande :  La Fondation Royaumont, 2014 ;
- Ratatatat – système aléatoire pour percussions et voix – commande : Césaré, CNCM, 2009
- TiTi - cor de basset, voix et traitement en temps réel – commande : Radio France / Cie Coréegraphie, 2008
- Nana's Flight - récitante, violon et contrebasse - commande : Cie Nadège MacLeay 2007[5] ;
- Just let it go - clarinette, guitare électrique et percussion - commande : Cie Nadège MacLeay, 2006[5] ;
- Le Carreau - flûte, clarinette, percussion et bande - commande de l’État, 2004[5] ;